# Холежин

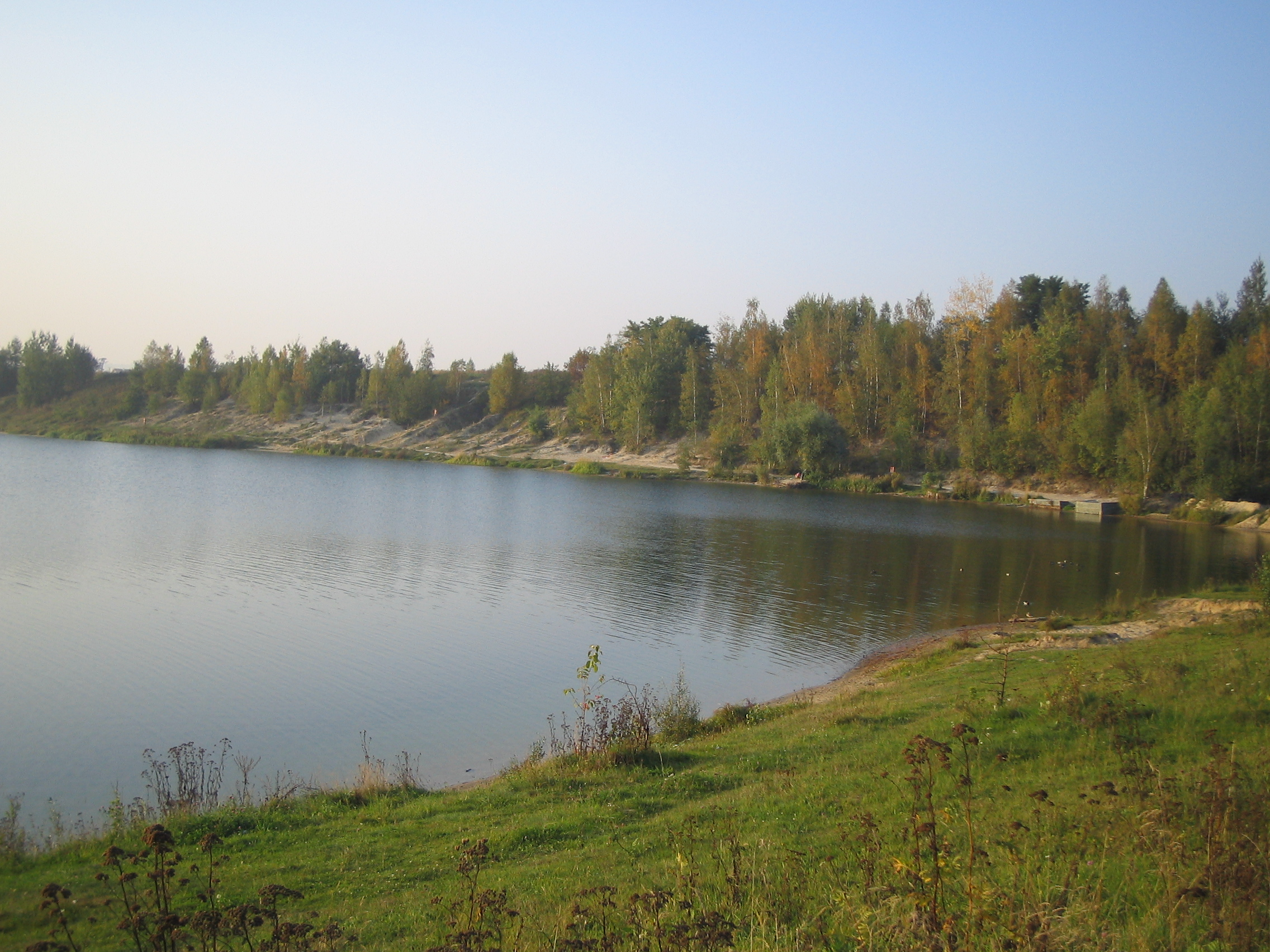
Залив «На-Пясках»

Холе́жин (пол. Cholerzyn) — село в Польше в сельской гмине Лишки Краковского повета Малопольского воеводства.

## География
Село располагается в 4 км от административного центра гмины села Лишки и в 13 км от административного центра воеводства города Краков. Село находится на территории Тенчинского ландшафтного парка.
В селе действует начальная школа имени блаженной Терезы Калькуттской.
В 1975—1998 годах село входило в состав Краковского воеводства.

## Население
По состоянию на 2013 год в селе проживало 1037 человек.
| 2010 | 2013 |
| ---- | ---- |
| 996  | 1037 |

| Перепись  | Всего   | Всего | Женщины | Женщины | Мужчины | Мужчины |
| --------- | ------- | ----- | ------- | ------- | ------- | ------- |
| Единицы   | человек | %     | человек | %       | человек | %       |
| Население | 1037    | 100   | 535     |         | 502     |         |

## Достопримечательности
На территории села находится популярный среди местных жителей и туристов залив «На-Пясках».